# 里卡德·约翰松
里卡德·约翰松（瑞典語：Richard Johansson，1882年6月18日—1952年7月24日），瑞典男子花样滑冰运动员。他曾代表瑞典参加1908年夏季奥林匹克运动会花样滑冰比赛，获得男子单人滑银牌。